# 四之宮平祐
四之宮 平佑（しのみや へいすけ）は、日本の外交官。高知県出身。2004年（平成16年）から2007年（平成19年）までグアテマラ駐箚特命全権大使。2001年（平成13年）から2004年（平成16年）まで在リマ日本国総領事。

## 人物・経歴
台湾・高雄生まれ。高知県出身。上智大学経済学部卒業後、外務省に入省。スペインにて研修、在メキシコ大使館（広報文化センター）を皮切りに、中南米二課、在コスタリカ大使館、在ボリビア大使館、中南米一課、在スペイン大使館、在ヴェネズエラ大使館、在チリ大使館にて勤務。中南米一課地域調整官を経て、2001年（平成13年）から2004年（平成16年）まで、在ペルー大使館公使参事官兼在リマ日本国総領事を務める。2004年（平成16年）から2007年（平成19年）まで、在グアテマラ特命全権大使を務める。2007年（平成19年）9月、外務省退官。2015年（平成27年）より、グアテマラ・マヤ文化交流会会長を務める。